# Индустријска зона е Артиђанале (Бергамо)
Индустријска зона е Артиђанале је насеље у Италији у округу Бергамо, региону Ломбардија.
Према процени из 2011. у насељу је живело 14 становника. Насеље се налази на надморској висини од 194 м.